# Mur Ogrodników

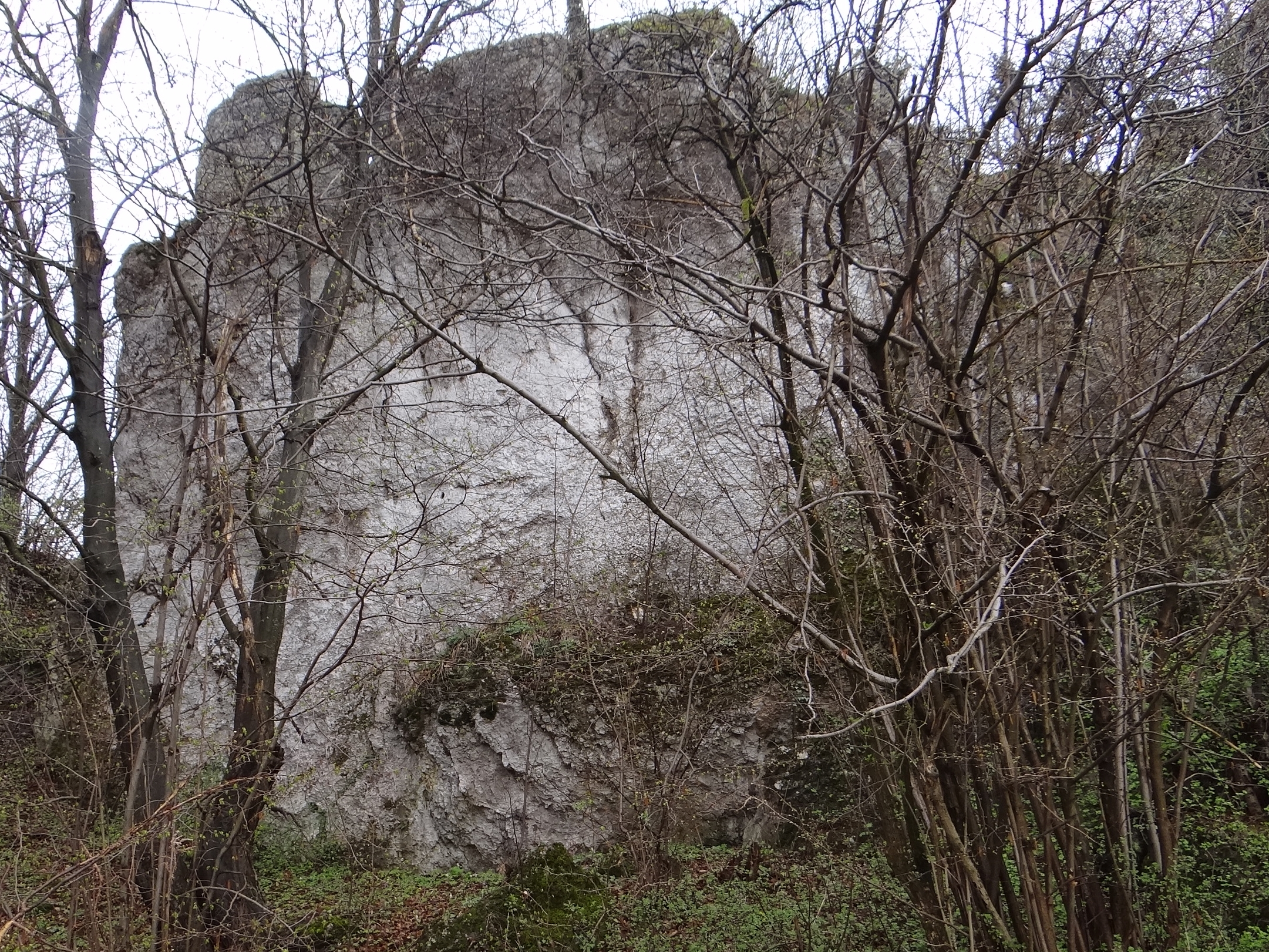

Mur Ogrodników – skalny mur w grupie Chochołowych Skał w prawych zboczach Doliny Szklarki na Wyżynie Olkuskiej, we wsi Szklary w województwie małopolskim, w powiecie krakowskim, w gminie Jerzmanowice-Przeginia.
Szczyty Chochołowych Skał widoczne są ponad lasem z drogi prowadzącej przez Szklary. Skalny Mur znajduje się na północnym końcu Chochołowych Skał. Jest to zbudowana z wapieni ściana o wysokości do 12 m. Ma wschodnią wystawę, znajduje się w lesie i jest obiektem wspinaczki skalnej. Wspinacze poprowadzili na niej 8 dróg wspinaczkowych o trudności od III+ do VI.3 w skali polskiej. Wspinaczka głównie na własnej asekuracji (w maju 2019 r. dla 4 dróg były tylko stanowiska zjazdowe (st) i jedna pętla (p)). Skały znajdują się na terenie prywatnym.
1. Mizerota; III+, 11 m
2. Kontrola fitosanitarna; VI.2+, 12 m
3. Pikniczek; st, VI.2+/3, 12 m
4. Zarząd zieleni miejskiej; st, VI+, 12 m
5. Angielski pacjent; st, VI.2+, 12 m
6. Angielski trawniczek; 1p + st, VI.2+/3, 12 m
7. Angielski prawiczek; st, VI.1+, 12 m
8. Angielski prawniczek; st, IV+, 12 m[4].